# Faustball-Europameisterschaft der Frauen
Die Faustball-Europameisterschaft der Frauen ist ein Faustballturnier für Faustballnationalmannschaften aus Europa, bei dem alle zwei Jahre der Faustball-Europameister ermittelt wird. Veranstalter ist der europäischen Faustballverband EFA. Die bislang letzte Europameisterschaft fand 2019 in Tschechien statt, amtierender Europameister ist Deutschland.

## Erstteilnahmen
An der ersten Europameisterschaft im Jahr 1993 nahmen mit Deutschland, Österreich, der Schweiz und Tschechien vier Nationen. Bis einschließlich der EM 2019 waren zwölf Verbände bei einer Europameisterschaftsendrunde mit einer eigenen Auswahl vertreten. Die folgende Liste gibt einen Überblick der EM-Premieren aller bisherigen Teilnehmer.
Japan und Namibia nahmen an der EM teil, da es in ihren Ländern bis 2010 keine kontinentale Meisterschaft gab.
| Jahr | Erstteilnehmer | Erstteilnehmer | Erstteilnehmer | Erstteilnehmer |
| ---- | -------------- | -------------- | -------------- | -------------- |
| 1993 | Deutschland    | Österreich     | Schweiz        | Tschechien     |
| 1999 | Italien        | Japan          |                |                |
| 2001 | Namibia        |                |                |                |
| 2009 | Katalonien     |                |                |                |
| 2019 | Belgien        | Dänemark       | Polen          | Serbien        |

## Die Turniere im Überblick
| Jahr         | Gastgeber   |             | Finale     | Finale      | Finale      |          | Spiel um Platz drei | Spiel um Platz drei | Spiel um Platz drei |
| Jahr         | Gastgeber   | Sieger      | Ergebnis   | 2. Platz    | 3. Platz    | Ergebnis | 4. Platz            |                     |                     |
| 1993 Details | Österreich  | Deutschland | 2:0        | Österreich  | Schweiz     | 2:0      | Tschechien          |                     |                     |
| 1996 Details | Tschechien  | Deutschland | 2:0        | Schweiz     | Österreich  | 2:0      | Tschechien          |                     |                     |
| 1999 Details | Deutschland | Deutschland | 2:0        | Schweiz     | Österreich  | 2:0      | Japan               |                     |                     |
| 2000 Details | Schweiz     | Schweiz     | 2:1        | Deutschland | Österreich  | 2:0      | Italien             |                     |                     |
| 2001 Details | Deutschland | Deutschland | 2:1        | Schweiz     | Österreich  | 2:0      | Tschechien          |                     |                     |
| 2003 Details | Österreich  | Deutschland | Finalrunde | Österreich  | Schweiz     |          |                     |                     |                     |
| 2004 Details | Deutschland | Schweiz     | Finalrunde | Deutschland | Österreich  |          |                     |                     |                     |
| 2005 Details | Österreich  | Deutschland | 2:0        | Schweiz     | Österreich  | 2:0      | Italien             |                     |                     |
| 2007 Details | Österreich  | Deutschland | 2:0        | Schweiz     | Österreich  | 2:0      | Italien             |                     |                     |
| 2008 Details | Deutschland | Deutschland | 3:2        | Schweiz     | Österreich  |          |                     |                     |                     |
| 2009 Details | Schweiz     | Schweiz     | 3:1        | Österreich  | Deutschland | 3:0      | Italien             |                     |                     |
| 2011 Details | Deutschland | Österreich  | 3:1        | Deutschland | Schweiz     | 3:0      | Italien             |                     |                     |
| 2012 Details | Schweiz     | Österreich  | 3:0        | Deutschland | Schweiz     | 3:0      | Italien             |                     |                     |
| 2013 Details | Tschechien  | Österreich  | 3:2        | Deutschland | Schweiz     | 3:0      | Italien             |                     |                     |
| 2015 Details | Italien     | Deutschland | 3:1        | Österreich  | Schweiz     | 3:0      | Italien             |                     |                     |
| 2017 Details | Deutschland | Deutschland | 3:0        | Österreich  | Schweiz     | 3:0      | Italien             |                     |                     |
| 2019 Details | Tschechien  | Deutschland | 3:1        | Österreich  | Schweiz     | 3:0      | Serbien             |                     |                     |
| 2023 Details | Österreich  | Deutschland | 3:0        | Österreich  | Schweiz     | 3:0      | Serbien             |                     |                     |
| 2026 Details | Schweiz     |             |            |             |             |          |                     |                     |                     |

## Ranglisten
Insgesamt sechs verschiedene europäische Nationen haben bei den bisherigen Titelkämpfen den Einzug ins Halbfinale geschafft. Am erfolgreichsten ist die Bundesrepublik Deutschland. Sie gewann elfmal den EM-Titel. Auf Rang zwei folgen aktuell gemeinsam die Schweiz und Österreich mit jeweils drei Titeln.
| Rang | Land        | Titel | Jahr(e)                                                                | 2. | 3. | 4. |
| ---- | ----------- | ----- | ---------------------------------------------------------------------- | -- | -- | -- |
| 1    | Deutschland | 12    | 1993, 1996, 1999, 2001, 2003, 2005, 2007, 2008, 2015, 2017, 2019, 2023 | 5  | 1  | —  |
| 2    | Schweiz     | 3     | 2000, 2004, 2009                                                       | 7  | 8  | —  |
| 3    | Österreich  | 3     | 2011, 2012, 2013                                                       | 6  | 9  | —  |
| 4    | Italien     |       |                                                                        | —  | —  | 9  |
| 5    | Tschechien  |       |                                                                        | —  | —  | 3  |
| 6    | Serbien     |       |                                                                        | —  | —  | 2  |

## Endrundenplatzierungen
Diese Platzierungen schafften die europäischen Teilnehmer bei den Europameisterschaften seit der ersten Austragung 1993.
| Belgien                                               |    |    |    |    |    |    |    |    |    |    |    |    |    |    |    | 9. | 7. |
| Dänemark                                              |    |    |    |    |    |    |    |    |    |    |    |    |    |    |    | 8. | 6. |
| Deutschland                                           | 1. | 1. | 1. | 2. | 1. | 1. | 2. | 1. | 1. | 1. | 3. | 2. | 2. | 2. | 1. | 1. | 1. |
| Italien                                               |    |    | 5. | 4. | 6. |    |    | 4. | 4. |    | 4. | 4. | 4. | 4. | 4. | 6. | 8. |
| Katalonien                                            |    |    |    |    |    |    |    |    |    |    | 5. |    |    |    |    |    |    |
| Österreich                                            | 2. | 3. | 3. | 3. | 3. | 2. | 3. | 3. | 3. | 3. | 2. | 1. | 1. | 1. | 2. | 2. | 2. |
| Polen                                                 |    |    |    |    |    |    |    |    |    |    |    |    |    |    |    | 5. | 5. |
| Schweiz                                               | 3. | 2. | 2. | 1. | 2. | 3. | 1. | 2. | 2. | 2. | 1. | 3. | 3. | 3. | 3. | 3. | 3. |
| Serbien                                               |    |    |    |    |    |    |    |    |    |    |    |    |    |    |    | 4. | 4. |
| Tschechien                                            | 4. | 4. | 6. | 5. | 4. |    |    |    |    |    |    | 5. | 5. | 5. |    | 7. |    |
| Teilnehmer                                            | 4  | 4  | 6  | 5  | 6  | 3  | 3  | 5  | 4  | 3  | 5  | 5  | 5  | 5  | 4  | 9  | 8  |
| Farblegende: Europameister Vize-Europameister Dritter |    |    |    |    |    |    |    |    |    |    |    |    |    |    |    |    |    |

Erklärung: Turnierausrichter